# Championnats du monde par équipes de marche 2022
Navigation
Taicang 2018 2024
Les championnats du monde par équipes de marche 2022 se déroulent les 4 et 5 mars 2022 à Mascate dans le Sultunat d'Oman.
Initialement prévue les 2 et 3 mai 2020 à Minsk, en Biélorussie, la compétition est reportée à 2022 en raison de la pandémie de Covid-19 et se déroule finalement à Mascate.

## Épreuves
Le 35 kilomètres marche remplace le 50 kilomètres marche dans les épreuves masculines et féminines. Le 10 km est disputé dans la catégorie junior.

## Résultats

### Hommes
| Race                | Or                                                 | Or         | Argent                                             | Argent     | Bronze                                                       | Bronze     |
| ------------------- | -------------------------------------------------- | ---------- | -------------------------------------------------- | ---------- | ------------------------------------------------------------ | ---------- |
| 10 km (junior)      | Wang Hongren                                       | 44:06 SB   | Diego Giampaolo                                    | 44:14      | Zeng Yu                                                      | 44:14 SB   |
| 10 km (par équipes) | Chine Wang Hongren Zeng Yu                         | 4 pts      | Italie Diego Giampaolo Nicola Lomuscio             | 10 pts     | Espagne Pablo Pastor Óscar Martínez Rodríguez                | 13 pts     |
| 20 km               | Toshikazu Yamanishi                                | 1:22:52 SB | Kōki Ikeda                                         | 1:23:29 SB | Samuel Gathimba                                              | 1:23:52 SB |
| 20 km (par équipes) | Équateur Brian Pintado Jordy Jiménez David Hurtado | 25 pts     | Japon Toshikazu Yamanishi Kōki Ikeda Motofumi Suwa | 26 pts     | Chine Li Yandong Niu Wenchao Xu Hao                          | 45 pts     |
| 35 km               | Perseus Karlström                                  | 2:36:14 CR | Álvaro Martín                                      | 2:36:54    | Miguel Ángel López                                           | 2:37:27    |
| 35km (par équipes)  | Espagne Álvaro Martín Miguel Ángel López Marc Tur  | 16 pts     | Chine Lu Ning Zhaxi Yangben Wang Zhenhao           | 29 pts     | Allemagne Karl Junghannss Christopher Linke Nathaniel Seiler | 48 pts     |

### Femmes
| Race                | Or                                                 | Or         | Argent                                                               | Argent     | Bronze                                  | Bronze     |
| ------------------- | -------------------------------------------------- | ---------- | -------------------------------------------------------------------- | ---------- | --------------------------------------- | ---------- |
| 10 km (junior)      | Jiang Yunyan                                       | 47:48 SB   | Jiang Jinyan                                                         | 48:03 SB   | Heta Veikkola                           | 48:11 SB   |
| 10 km (par équipes) | Chine Jiang Yunyan Jiang Jinyan                    | 3 pts      | Australie Olivia Sandery Allanah Pitcher                             | 12 pts     | Espagne Eva Rico Rufas Lucía Redondo    | 20 pts     |
| 20 km               | Ma Zhenxia                                         | 1:30:22    | Yang Jiayu                                                           | 1:31:54    | Kimberly García                         | 1:32:27    |
| 20 km (par équipes) | Chine Ma Zhenxia Yang Jiayu Ma Li                  | 10 pts     | Grèce Antigoni Ntrismpioti Kiriaki Filtisakou Christina Papadopoulou | 30 pts     | Inde Ravina Bhawna Jat Munita Prajapati | 61 pts     |
| 35 km               | Glenda Morejón                                     | 2:48:33 CR | Li Maocuo                                                            | 2:50:26 NR | Katarzyna Zdziebło                      | 2:51:48 SB |
| 35 km (par équipes) | Équateur Glenda Morejón Paola Pérez Magaly Bonilla | 12 pts     | Espagne Laura García-Caro Raquel González María Juárez               | 28 pts     | Chine Li Maocuo Ma Faying Bai Xueying   | 29 pts     |